# Distrito de San Luis (Carlos Fermín Fitzcarrald)
El distrito de San Luis  es uno de los tres distritos de la provincia de Carlos Fermín Fitzcarrald, ubicado en el departamento de Áncash, en el Perú. Limita al norte y al noreste con el distrito de Yauya; al sureste con la provincia de Huari; por el este con el distrito de San Nicolás; al sur, suroeste y oeste con la provincia de Asunción y al noroeste con la provincia de Yungay. La población distrital asciende a 6 030 personas. El distrito, situado en la subcuenca izquierda del río Marañón, posee una extensión territorial de 256,45 km², lo que representa el 32 % del suelo provincial.

## Historia
- En la ordenanza del General Toribio de Luzuriaga, presidente del departamento de Huaylas, de marzo de 1821, San Luis aparece como doctrina (es decir, distrito ) del partido de Huari o  el Alto.
- Por ley sin número del Presidente Ramón Castilla, fechada en dos de enero de 1857, aparece como distrito de Huari y con municipalidad propia.

## Geografía
Tiene una población estimada mayor a 11 887 habitantes: su capital es el pueblo de San Luis.

## Autoridades

### Municipales
| Período     | Nombre                     | Partido Político         |
| ----------- | -------------------------- | ------------------------ |
| 2007 - 2010 | Wilder Fitzcarrald Bravo   | Alianza Regional Áncash  |
| 2011 - 2014 | Alfonso Santiago Gregorio  |                          |
| 2015 - 2018 | Humberto Samanés Melgarejo | Alianza para el Progreso |
| 2019 - 2022 | Boris Tarazona Mayo        | Somos Perú               |
| 2023-2026   | Carlos Oyola Ayala         |                          |

## Personajes
- Carlos Fermín Fitzcarrald, explorador cauchero, descubrió en la selva el istmo que lleva su nombre, igualmente que su provincia natal.[1]
- Germán Small Arana, ex Viceministro de Justicia del segundo gobierno de Fernando Belaúnde Terry.[2]

## Festividades
- Septiembre: Virgen de las Mercedes